# Staatsarchief
Het Staatsarchief is het archief van de kraak- en actiebeweging in Nederland. Het archief is in 1991 opgericht in de Amsterdamse Staatsliedenbuurt. 
De collectie van het Staatsarchief is sinds 2000 ondergebracht in het Internationaal Instituut voor Sociale Geschiedenis in Amsterdam, waar het voor het publiek is in te zien. De Stichting Staatsarchief voert het beheer.